# Валопровід

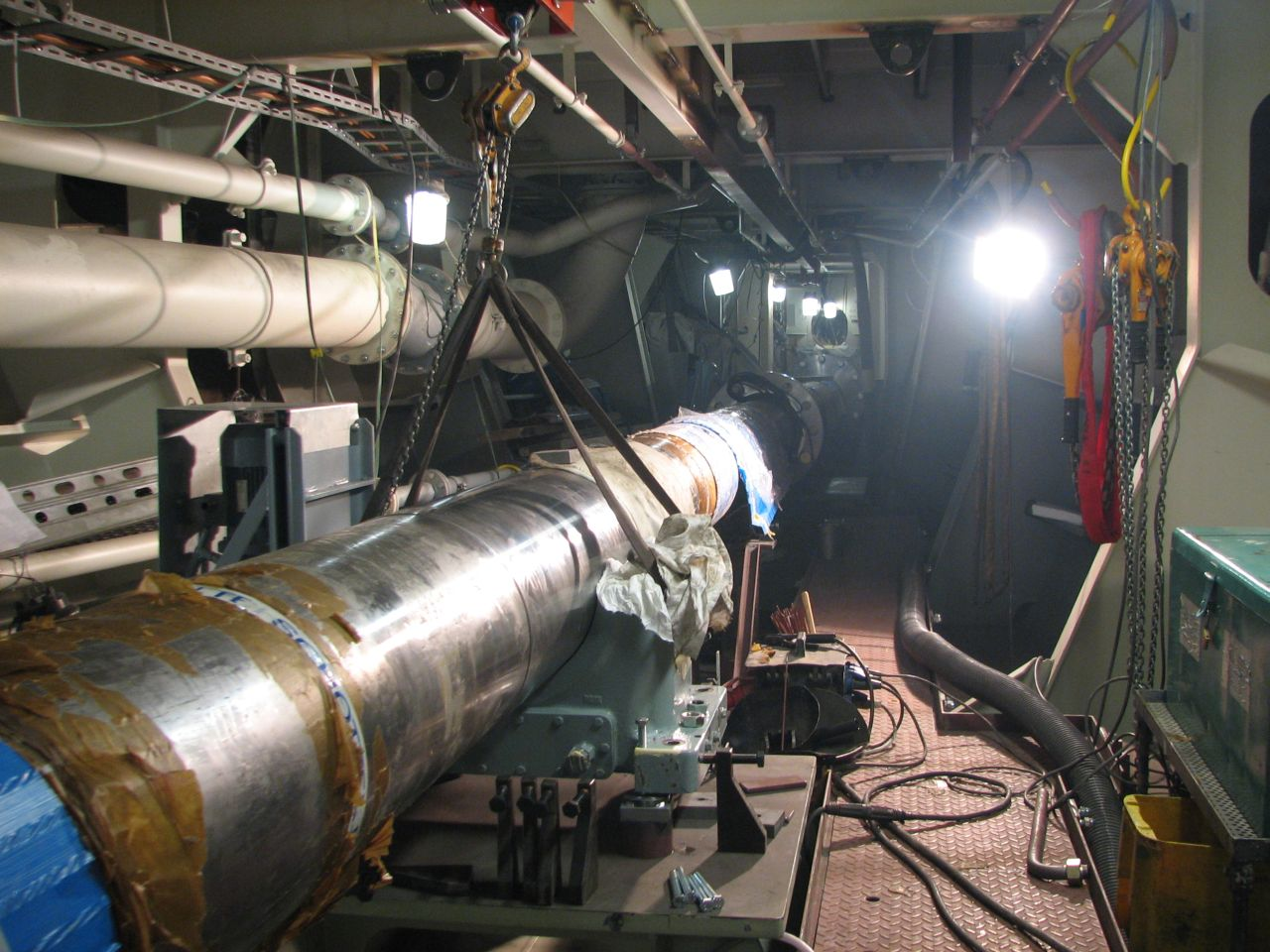
Валопровід всередині коридора вала

Валопрові́д — конструктивний комплекс, що передає обертання від корабельного двигуна рушієві (гребному гвинту), а також для сприйняття упору, створюваного рушієм, і передачі його корпусу судна. Є елементом ГЕУ. Складається із системи окремих валів, з'єднаних гвинтами на фланцях або з'ємними муфтами, а також допоміжних пристроїв. Вали великих діаметрів зазвичай виконують порожнистими, що уможливлює зменшити їх масу і забезпечує кращі умови для термічної обробки.

## Будова

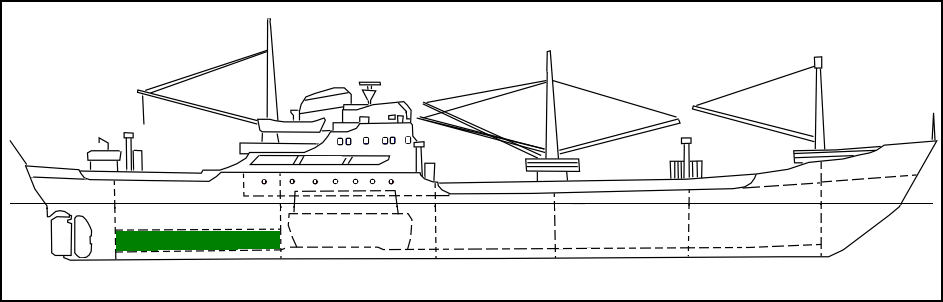
Розміщення коридора гребного вала

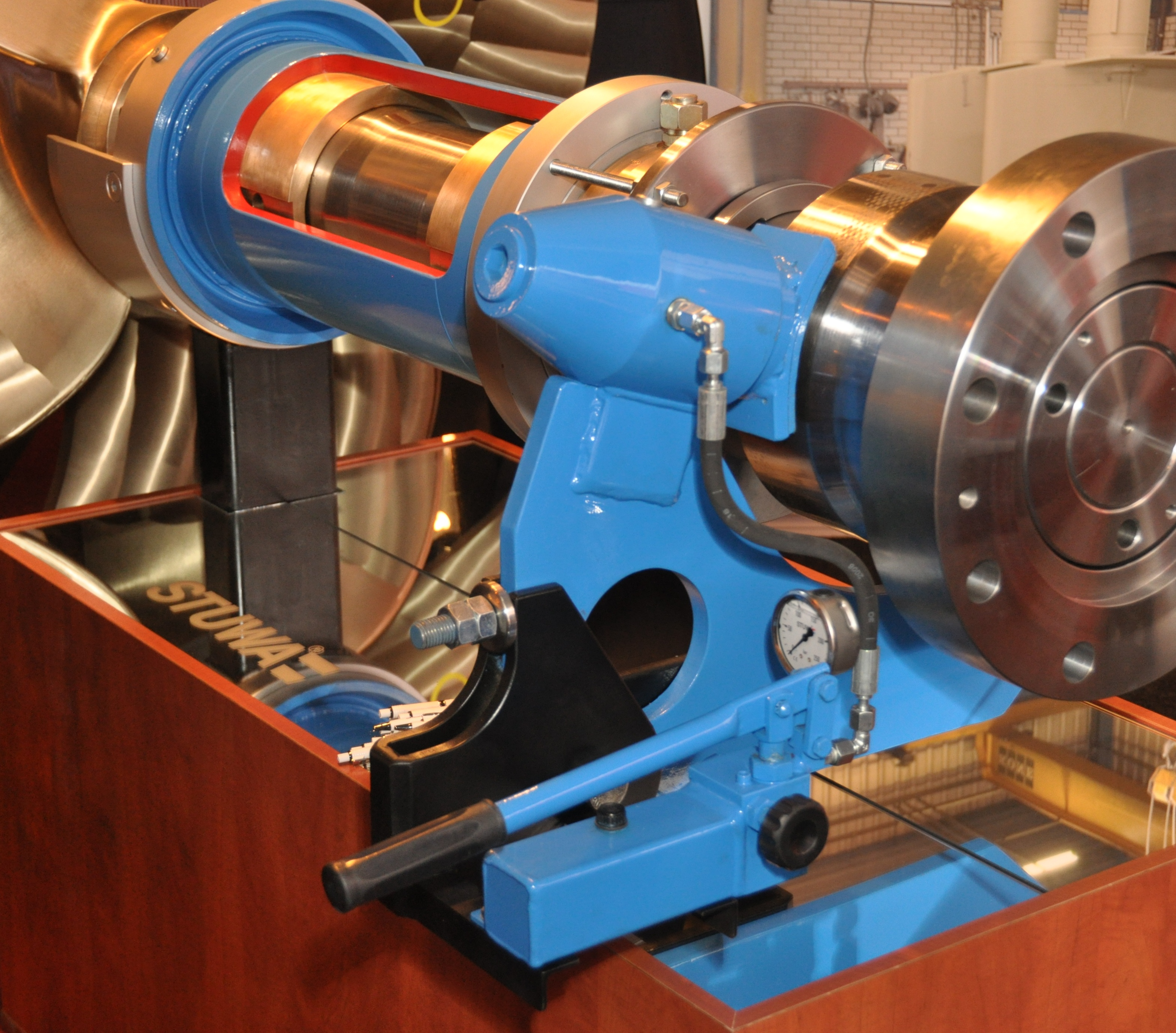
Гальмовий пристрій гребного вала

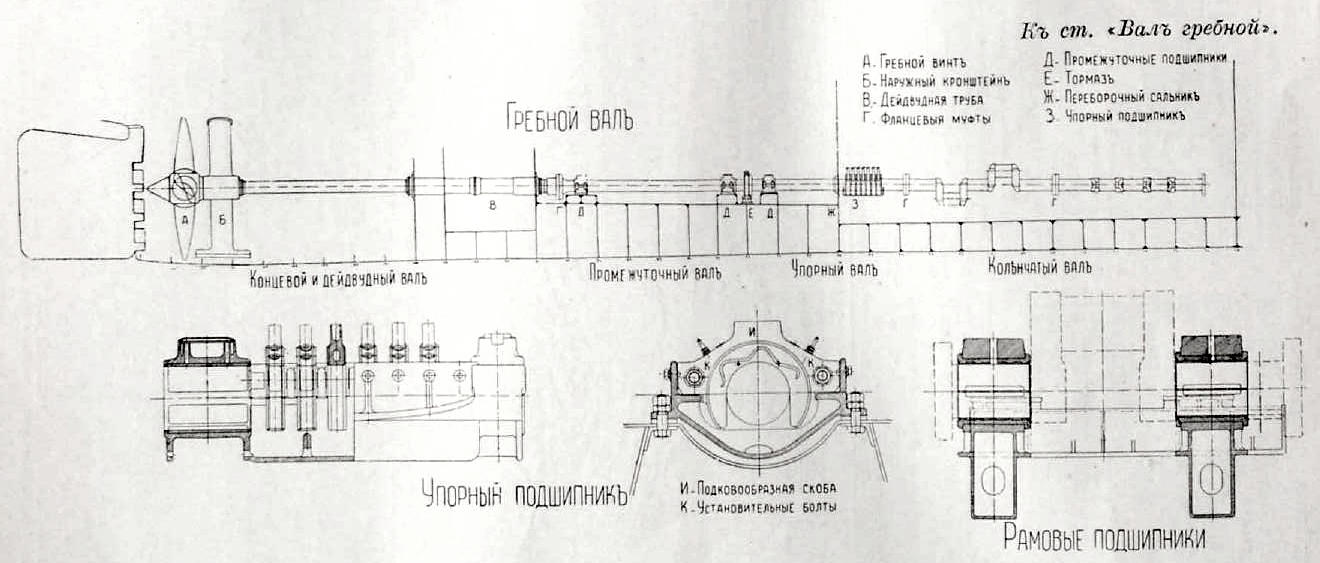
Будова валопроводу. Малюнок до статті «Вал гребной» з Військової енциклопедії Ситіна.

Валопровід включає в себе такі елементи: гребний вал, проміжний вал і упорний вал, вальниці, дейдвудний пристрій, а також ущільнювальні (сальники), гальмовий (для стопорення валопроводу на ходу судна в разі необхідності, наприклад, для виправлення пошкоджень самого валопроводу або головного двигуна) і струмознімний (для відводу статичної електрики) пристрої, торсіонний вал та інші пристрої. Довжина валопроводу залежить від архітектури судна і його розмірів: при кормовому розташуванні машинного відділення вона може досягати 12-20 метрів; при середньому — 50-70 метрів. При великих довжинах валопровід поміщають у коридор (коридор гребного вала), що захищає його від пошкоджень і виконується герметичним.

### Гребний вал

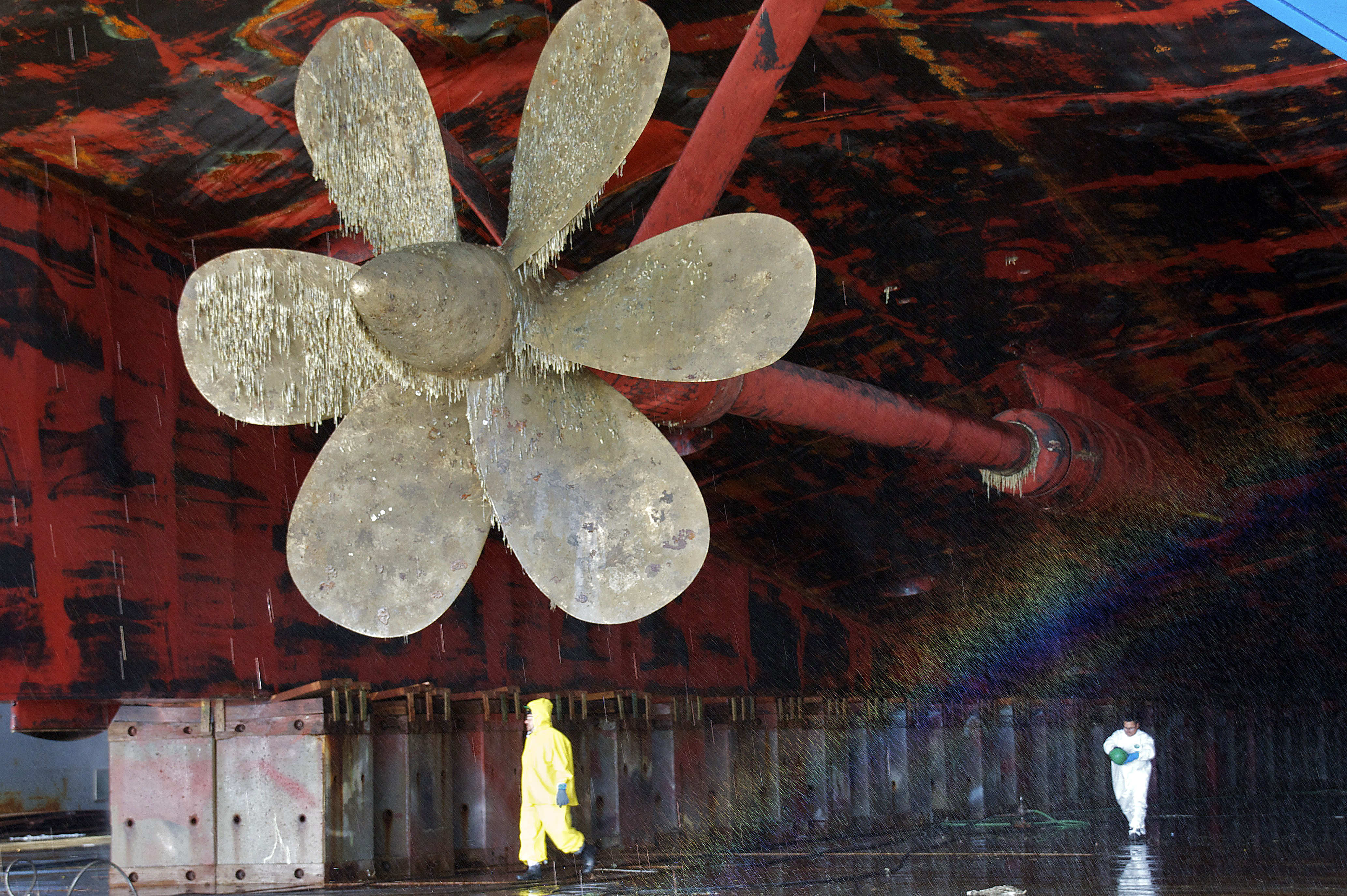
Кожух гребного вала на кронштейні і мортира

Гребний вал — елемент валопроводу, безпосередньо з'єднаний з гребним гвинтом. На великих суднах довжина гребного вала становить до 12 м. Передній кінець гребного вала споряджений фланцем для з'єднання з проміжним валом, задній має конічну форму, що відповідає отвору в маточині гвинта. На багатогвинтових суднах бокові гребні вали проходять у кожухах гребних валів — спеціальних трубах, закріплених задніми кінцями на кронштейнах. Лапи кронштейнів укріпляються на зовнішній обшивці за допомогою широких литих фланців, або проводяться через зовнішню обшивку і з'єднуються з флорами або шпангоутами і зі зовнішньою обшивкою. Гребний вал одногвинтових суден (і центральний багатогвинтових) проходить через ахтерштевень. Частину гребного вала, розташовану всередині дейдвудного пристрою, також називають дейдвудним валом.
На невеликих суднах поняття «валопровід» і «гребний вал» не розрізняються: на них гребний вал безпосередньо сполучає двигун з гвинтом.

### Проміжний вал
Проміжний вал встановлюється між гребним валом і упорним валом у разі, якщо їх загальна довжина недостатня для сполучення двигуна з гвинтом. Довжина до 12-15 м.

### Упорний вал
Упорний вал передає на корпус судна упорний тиск, що розвивається гвинтом. Це здійснюється за допомогою розміщених на цьому валу упорних вальниць, жорстко закріплених на судновому фундаменті. Передній кінець упорного вала з'єднується з редуктором, ведений вал якого муфтою сполучений з ведучим валом дизельного двигуна, парової машини або турбіни (на енергетичних установках з малооборотними дизелями, більшості дизель- і турбоелектричних установок редуктор відсутній, і вал з'єднується безпосередньо з двигуном).

## Дейдвудний пристрій
Дейдвудний пристрій — комплекс елементів, призначених для розміщення опори, змащування, охолодження і захисту гребного вала, а також запобігання надходженню уздовж нього забортної води в корпус судна. Включає дейдвудну трубу, вальниці, ущільнювальні пристрої, системи охолодження і змащування. Дейдвудна труба являє собою водонепроникну чавунну або сталеву трубу, передній кінець її кріпиться до ахтерпікової перебірки, задній — дещо виступає за межі обшивки. У передньому і задньому кінцях труби встановлюються дейдвудні вальниці. Дейдвудні труби бокових валів розміщуються всередині мортири — розташованої в підводній ділянці обшивки короткої труби, з'єднаної фланцями з кормовою поперечною перебіркою, флором і обшивкою (вигнута деталь обшивки в цьому місці називається викружкою), дейдвудна труба центрального вала проходить через маточину («яблуко») в підводній частині ахтерштевня (дейдвуді). До зовнішніх кінців дейдвудних труб бокових валів примикають кожухи.

## Вальниці
Вальниці валопроводу поділяються на дейдвудні, опорні та упорні. Дейдвудні вальниці розміщаються всередині дейдвудної труби. Вони можуть мати водяне або мастильне змащування: у першому випадку вкладки вальниць виготовляються з природної деревини (бакауту) або штучних матеріалів (лігнофолю, текстоліту, гуми та ін.), у другому — вальниці облицьовують антифрикційним металом (бабітом). Опорні вальниці служать для підтримання ваги валів. Упорні вальниці передають на корпус судна упорний тиск, що розвивається гвинтом.

## Сальники
На валопроводі встановлюються дейдвудний і перебіркові сальники. Дейдвудний розміщується в передній частині дейдвудної труби і запобігає проникненню забортної води всередину корпусу, перебіркові встановлюються в місці проходу валів через перебірки.

## Валоповоротний пристрій
Валоповоротний пристрій призначається для повільного провертання валопроводу при несправному головному двигуні. Зазвичай складається з привода (електричного, механічного та ін.) і блокувального механізму, що запобігає можливості пуску головного двигуна при включеному валоповоротному пристрої.